# Gilbert Cohen-Séat
Gilbert Cohen-Séat (1907, Argélia - 1980) foi um jornalista, empreendedor, cineasta, político e acadêmico francês.

## Biografia
Após terminar seus estudos em Bordeaux e Paris, em 1929 Cohen-Séat começou a trabalhar como jornalista. Fundou duas empresas cinematográficas (Orsay-Films e Bertho-Films) e em 1936 foi nomeado presidente do "Comitê Interministerial de Cinema" francês.
Em 1946, publicou sua obra mais conhecida, Essai sur les principes d'une philosophie du cinéma. Nos anos 1940 e anos 1950, dirigiu o Institut de Filmologie.

## Obras
- Essai sur les principes d'une philosophie du cinéma (1946)
- Problèmes du cinéma et de l'information visuelle (1961)

## Filmografia
Cohen-Séat produziu, entre outros:
- Victor (1951)
- Les deux font la paire (1954)
- L'amant de lady Chatterley (1955)